# El ojo mágico
El ojo mágico, publicat l'u d'octubre del 1993 per Marc Grossman, va ser un llibre que va revolucionar el fenomen de la percepció visual i va permetre descobrir experiències òptiques totalment noves en el moment del seu llançament. Aquest llibre està format pels estereogrames, imatges que oculten una nova dimensió i, per tant, generen aquesta curiositat per descobrir que hi ha més enllà de la imatge bidimensional presentada.
En tots els estereogrames que el llibre ens ofereix, se segueix el mateix patró de visionat. Poden seguir-se dos mètodes per visionar la tridimensionalitat de les imatges presentades.
- El primer mètode consisteix a convergir la mirada, és a dir, ajuntar els ulls per tal de fixar la vista en un punt entre els teus ulls i la imatge. D'aquesta manera es genera la tercera imatge que el nostre cervell percep com a tridimensional.
- El segon mètode consisteix a divergir la mirada, és a dir, aconseguir que la nostra mirada creui en un punt darrere de la imatge.